# يزيد أبو ليلى
يزيد معين حسن أبو ليلى (مواليد 8 يناير 1993) لاعب كرة قدم أردني يلعب حارس المرمى في نادي الحسين.

## بدايته
لعب أبو ليلى أول مباراة دولية له ضد العراق في مباراة ودية في البصرة في 1 يونيو 2017 وخسر فيها الأردن 1-0.

## الظهور الدولي
آخر تحديث 20 يناير 2024.
| السنة   | الظهور | الاهداف |
| ------- | ------ | ------- |
| 2017    | 6      | 0       |
| 2018    | 1      | 0       |
| 2019    | 3      | 0       |
| 2021    | 7      | 0       |
| 2022    | 8      | 0       |
| 2023    | 8      | 0       |
| 2024    | 4      | 0       |
| المجموع | 37     | 0       |

## البطولات
- وصيف كأس اسيا 2023

## وصلات خارجية
- يزيد أبو ليلى على موقع قاعدة بيانات كرة القدم.إي يو (الإنجليزية)
- يزيد أبو ليلى على موقع ناشيونال فوتبول تيمز (الإنجليزية)
- يزيد أبو ليلى على موقع Soccerway.com (الإنجليزية)
- يزيد أبو ليلى على موقع كووورة
- eurosport.com
- 11v11.com